# 阿夫拉姆揚庫鄉 (比霍爾縣)
46°33′N 21°51′E / 46.55°N 21.85°E
阿夫拉姆揚庫鄉（羅馬尼亞語：Comuna Avram Iancu, Bihor），是羅馬尼亞的鄉份，位於該國西北部，由比霍爾縣負責管轄，面積82平方公里，海拔高度89米，2007年人口3,373，人口密度每平方公里41人。